# TSV Heiligenrode
Der TSV Heiligenrode (offiziell: TSV Heiligenrode von 1946 e.V.) ist ein im südlich von Bremen gelegenen Heiligenrode ansässiger Sportverein. Die Vereinsfarben sind weiß und blau. Aktuell spielt der Verein im Korbball mit der 1. Frauenmannschaft in der Bundesliga. Weitere Sparten des 1946 gegründeten Vereins sind Tischtennis, Tennis, Darts und Fußball. Dazu gibt es diverse weitere Sportangebote wie Zumba oder Cheerleading. Der derzeit mehr als 1000 Mitglieder und über 55 Mannschaften zählende Verein gilt im Fußball als einer der besten Ausbildungsvereine im Landkreis Diepholz. Die Jugendmannschaften spielen Landesliga und Bezirksliga. Die Herrenmannschaften spielen, nach dem Aufstieg in der Saison 2022/23, zurzeit in der Kreisliga (1. Herren) und der 3. Kreisklasse Nord (2. Herren). Der frühere Bundesligaspieler Dirk Hofmann ist seit 2023 als Cheftrainer der 1. Herren im Verein tätig.

## Bekannte Spieler
- Fabian Burdenski
- Dimo Wache